# Sylvia De Fanti
Sylvia De Fanti (* 11. August 1977 in Montreal, Québec, Kanada) ist eine italienische Schauspielerin.

## Leben
De Fanti wurde am 11. August 1977 in Montreal geboren und verbrachte dort ihre ersten sechs Lebensmonate, da ihr Vater dort geschäftlich tätig war. Die Familie zog danach nach Panama, später nach Hongkong. Dort wurde sie mit fünf Jahren an einer englischsprachigen Schule eingeschult, wodurch sie Englisch fließend spricht. Ab ihrem zwölften Lebensjahr lebte die Familie in Rom, da ihre Eltern wollte, dass sie und ihr Bruder im heimischen Italien aufwuchsen. Nach ihrer regulären Schulzeit besuchte sie für zwei Jahre die Universität La Sapienza. Später zog sie nach Paris und lernte an der Sorbonne Humanwissenschaften und Schauspiel und lernte Französisch. Ihre ersten schauspielerischen Erfahrungen sammelte sie als Bühnendarstellerin in Frankreich. Sie kehrte nach Rom zurück und setzte ihr Schauspielstudium fort. De Fanti hat ihr Cum Laude mit einem M.S. in Kommunikationswissenschaft in der Kulturanthropologie. Ihre Dissertation schrieb sie über die Chaostheorie und Komplexe Identität.
Ihr Filmschauspieldebüt hatte sie 2002 im Kurzfilm Miss My Muse in Summertime. 2004 folgte eine Episodenrolle in der Fernsehserie Don Matteo, 2015 war sie in der Fernsehserie Empire in drei Episoden als Moira zu sehen. 2007 stellte sie in der Fernsehserie Incantesim in 88 Episoden die Rolle der Dr. Anna Archangelo dar. In den folgenden Jahren konnte sie sich durch weitere Episodenrollen und Besetzungen in Filmen als Schauspielerin in Italien etablieren. So war sie 2018 erneut in der Fernsehserie Don Matteo diesmal in drei Episoden als Shanti Zappavigna zu sehen. Von 2020 bis 2022 stellte sie Mutter Superion im Netflix Original Warrior Nun dar.

## Filmografie
- 2002: Miss My Muse in Summertime (Kurzfilm)
- 2004: Don Matteo (Fernsehserie, Episode 4x06)
- 2005: Empire (Fernsehserie, 3 Episoden)
- 2007: Incantesimo (Fernsehserie, 88 Episoden)
- 2009: Ich, Don Giovanni (Io, Don Giovanni)
- 2009: La grata
- 2010: Sole negli occhi (Kurzfilm, Erzählerin)
- 2010: R. I. S. – Die Sprache der Toten (Fernsehserie, Episode 6x04)
- 2013: The Best Offer – Das höchste Gebot (La migliore offerta)
- 2013: Anni Felici – Barfuß durchs Leben (Anni felici)
- 2013: The Fisherman (The Intruder) (Kurzfilm)
- 2014: Giuseppina (Kurzfilm)
- 2016: Die Ungezähmte (L’indomptée)
- 2018: Die Medici (I Medici) (Fernsehserie, Episode 2x02)
- 2018: Gasper
- 2018: Don Matteo (Fernsehserie, 3 Episoden)
- 2020–2022: Warrior Nun (Fernsehserie, 13 Episoden)